# Польша на зимних Паралимпийских играх 2018
Польша на зимних Паралимпийских играх 2018 года в Пхёнчхане была представлена семью спортсменами и тремя спортсменами-гидами в соревнованиях по горнолыжному спорту, биатлону и лыжных гонках.

## Медали
| Бронза |               |                                                      |          |
| №      | Спортсмены    | Вид спорта (дисциплина)                              | Дата     |
| 1      | Игорь Сикорик | Горнолыжный спорт (гигантский слалом, мужчины, сидя) | 14 марта |

## Состав

### Горнолыжный спорт
1. Марей Крежель (ведущий — Анна Огарзинская)
2. Игорь Сикорик

### БиатлониЛыжные гонки
1. Камиль Росик
2. Витольд Скупьен
3. Петр Гарбовский (ведущий — Якуб Твардовский)
4. Лукаш Кубица (ведущий — Вайцих Сушвалка)
5. Ивета Фарон

## Результаты соревнований

### Горнолыжный спорт

#### Мужчины
| Соревнования      | Класс               | Спортсмены                                 | Заезд 1/ Скоростной спуск | Заезд 1/ Скоростной спуск | Заезд 2/ Слалом      | Заезд 2/ Слалом      | Заезд 3/ Кросс | Заезд 3/ Кросс | Время   | Место |
| Соревнования      | Класс               | Спортсмены                                 | Время                     | Место                     | Время                | Место                | Время          | Место          | Время   | Место |
| ----------------- | ------------------- | ------------------------------------------ | ------------------------- | ------------------------- | -------------------- | -------------------- | -------------- | -------------- | ------- | ----- |
| Скоростной спуск  | С нарушением зрения | Марей Крежель (ведущий — Анна Огарзинская) | 1:41.91                   | 10                        | отменены             | отменены             | отменены       | отменены       | 1:38.25 | 8     |
| Скоростной спуск  | Сидя                | Игорь Сикорик                              | 1:32.65                   | 14                        | отменены             | отменены             | отменены       | отменены       | 1:31.69 | 15    |
| Супер-гигант      | С нарушением зрения | Марей Крежель (ведущий — Анна Огарзинская) | Нет данных                | Нет данных                | Нет данных           | Нет данных           | Нет данных     | Нет данных     | 1:38.14 | 12    |
| Супер-гигант      | Сидя                | Игорь Сикорик                              | Нет данных                | Нет данных                | Нет данных           | Нет данных           | Нет данных     | Нет данных     | 1:28.41 | 10    |
| Суперкомбинация   | С нарушением зрения | Марей Крежель (ведущий — Анна Огарзинская) | 1:34.75                   | 10                        | 52:20                | 6                    | Нет данных     | Нет данных     | 2:26.95 | 6     |
| Суперкомбинация   | Сидя                | Игорь Сикорик                              | DNF                       | DNF                       | Завершил выступление | Завершил выступление | Нет данных     | Нет данных     | —       | —     |
| Слалом            | С нарушением зрения | Марей Крежель (ведущий — Анна Огарзинская) | 52.63                     | 7                         | 51.50                | 6                    | Нет данных     | Нет данных     | 1:44.13 | 6     |
| Слалом            | Сидя                | Игорь Сикорик                              | 52.25                     | 7                         | 50.89                | 5                    | Нет данных     | Нет данных     | 1:43.14 | 6     |
| Гигантский слалом | С нарушением зрения | Марей Крежель (ведущий — Анна Огарзинская) | 1:13.75                   | 10                        | 1:12.68              | 10                   | Нет данных     | Нет данных     | 2:26.43 | 10    |
| Гигантский слалом | Сидя                | Игорь Сикорик                              | 1:08.69                   | 3                         | 1:07.21              | 2                    | Нет данных     | Нет данных     | 2:15.90 | 3     |

### Биатлон

#### Мужчины
| Класс               | Соревнование | Спортсмены                                   | Класс | Стрельба | Время   | Отставание | Место |
| ------------------- | ------------ | -------------------------------------------- | ----- | -------- | ------- | ---------- | ----- |
| Сидя                | 7,5 км       | Камиль Росик                                 | LW12  | 1+1      | 27:25.6 | +3:35.9    | 17    |
| Стоя                | 7,5 км       | Витольд Скупьен                              | LW5/7 | 3+0      | 21:05.0 | +3:08.4    | 11    |
| С нарушением зрения | 7,5 км       | Петр Гарбовский (ведущий — Якуб Твардовский) | B3    | 4+3      | 26:32.2 | +6:41.2    | 16    |
| Сидя                | 12,5 км      | Камиль Росик                                 | LW12  | 1+1+2+1  | 56:29.0 | +10:53.4   | 15    |
| С нарушением зрения | 12,5 км      | Петр Гарбовский (ведущий — Якуб Твардовский) | B3    | 2+3+2+4  | 53:11.7 | +13:48.0   | 12    |
| Сидя                | 15 км        | Камиль Росик                                 | LW12  | 0+0+1+0  | 56:35.1 | +6:37.9    | 12    |
| С нарушением зрения | 15 км        | Петр Гарбовский (ведущий — Якуб Твардовский) | B3    | 3+3      | DNF     | DNF        | —     |

#### Женщины
| Класс | Соревнование | Спортсмен   | Класс | Стрельба | Время   | Отставание | Место |
| ----- | ------------ | ----------- | ----- | -------- | ------- | ---------- | ----- |
| Стоя  | 6 км         | Ивета Фарон | LW8   | 3+4      | 23:41.1 | +6:35.0    | 15    |
| Стоя  | 10 км        | Ивета Фарон | LW8   | 2+2+1+0  | 42:22.8 | +8:12.8    | 8     |
| Стоя  | 12,5 км      | Ивета Фарон | LW8   | 4+1+2+2  | 51:11.9 | +12:15.1   | 12    |

#### Мужчины

##### Спринт
| Класс               | Соревнование                | Спортсмены                                   | Класс | Квалификация | Квалификация | Полуфинал            | Полуфинал            | Полуфинал            | Финал                | Финал                | Итоговое место |
| Класс               | Соревнование                | Спортсмены                                   | Класс | Результат    | Место        | Заезд                | Результат            | Место                | Результат            | Место                | Итоговое место |
| ------------------- | --------------------------- | -------------------------------------------- | ----- | ------------ | ------------ | -------------------- | -------------------- | -------------------- | -------------------- | -------------------- | -------------- |
| Сидя                | 1,1 км, классический спринт | Камиль Росик                                 | LW12  | 3:30.01      | 22           | Завершил выступление | Завершил выступление | Завершил выступление | Завершил выступление | Завершил выступление | 22             |
| Стоя                | 1,5 км, классический спринт | Витольд Скупьен                              | LW5/7 | 3:40.47      | 6            | 2                    |                      | 3                    | Завершил выступление | Завершил выступление | 7              |
| С нарушением зрения | 1,5 км, классический спринт | Петр Гарбовский (ведущий — Якуб Твардовский) | B3    | 3:59.34      | 10           | Завершил выступление | Завершил выступление | Завершил выступление | Завершил выступление | Завершил выступление | 10             |
| С нарушением зрения | 1,5 км, классический спринт | Лукаш Кубица (ведущий — Вайцих Сушвалка)     | B3    | 4:26.23      | 16           | Завершил выступление | Завершил выступление | Завершил выступление | Завершил выступление | Завершил выступление | 16             |

##### Дистанционные гонки
| Класс               | Соревнование           | Спортсмены                                   | Класс | Время     | Отставание | Место |
| ------------------- | ---------------------- | -------------------------------------------- | ----- | --------- | ---------- | ----- |
| Сидя                | 7,5/10 км классический | Камиль Росик                                 | LW12  | DNF       | DNF        | —     |
| Стоя                | 7,5/10 км классический | Витольд Скупьен                              | LW5/7 | 25:05.9   | +59.1      | 6     |
| С нарушением зрения | 7,5/10 км классический | Петр Гарбовский (ведущий — Якуб Твардовский) | B3    | 27:16.5   | +3:58.7    | 9     |
| С нарушением зрения | 7,5/10 км классический | Лукаш Кубица (ведущий — Вайцих Сушвалка)     | B3    | 28:46.3   | +5:28.5    | 12    |
| Сидя                | 15/20 км свободный     | Камиль Росик                                 | LW12  | 48:35.5   | +6:58.5    | 21    |
| Стоя                | 15/20 км свободный     | Витольд Скупьен                              | LW5/7 | 49:02.8   | +4:10.4    | 5     |
| С нарушением зрения | 15/20 км свободный     | Петр Гарбовский (ведущий — Якуб Твардовский) | B3    | 53:46.4   | +7:44.0    | 9     |
| С нарушением зрения | 15/20 км свободный     | Лукаш Кубица (ведущий — Вайцих Сушвалка)     | B3    | 1:01:13.9 | +15:11.5   | 13    |

##### Эстафета
| Соревнование               | Спортсмены                                                                | Время   | Отставание | Место |
| -------------------------- | ------------------------------------------------------------------------- | ------- | ---------- | ----- |
| Открытая эстафета 4х2,5 км | Петр Гарбовский (ведущий — Якуб Твардовский) Витольд Скупьен Камиль Росик | 26:08.4 | +3:21.8    | 9     |

#### Женщины

##### Дистанционные гонки
| Соревнование | Класс | Спортсмен   | Время | Отставание | Место |
| ------------ | ----- | ----------- | ----- | ---------- | ----- |
| 15 км        | Стоя  | Ивета Фарон | DNF   | DNF        | —     |